# Kurdistan (Irak)
 For alternative betydninger, se Kurdistan (flertydig). (Se også artikler, som begynder med Kurdistan)
Det kurdiske selvstyre Kurdistan (Kurdisk: حكومه تى هه ريمى كوردستان, Hikûmetî Herêmî Kurdistan, Arabisk: إقليم کردستان) er en del af den irakiske føderation. Regionen omfatter omkring 2/3 af det kurdiske område i Nordirak og grænser op til de kurdiske områder i Syrien, Tyrkiet og Iran.
Den nutidige region er formelt bekræftet i den irakiske grundlovs artikel 113, og omfatter de tre provinser Duhok, Arbil , Sulaymaniyah og Halabja. Reelt kontrollerer kurdiske partier og kurdiske militser adskillige større områder end dette, blandt andet den omstridte olieby Kirkuk (indtil 2017). Endelige grænser for den kurdiske region, herunder status for Kirkuk, er endnu ikke afgjort selvom mange forsøg er blevet gjort siden 2007.

## Etymologi
Navnet Kurdistan betyder bogstaveligt talt Kurdernes land. Ordet Kurd stammer fra latin og betyder Cordueni dvs. Corduenernes Rige, hvilket blev en romersk provins 66 år f.kr.
Den nye irakiske føderation peger på Regionen Kurdistan. Den regionale regering peger på Kurdistan-Irak, men undgår Irakisk Kurdistan. Den lokale regerings fulde navn er Kurdistan Regional Government og på kurdisk Hikûmeti Herêmi Kurdistan.
Kurdere peger også på Kurdistana Başûr (Sydkurdistan) eller Başûrî Kurdistan (Sydlige Kurdistan), som refererer til den geografiske placering i forhold til det større kurdiske område mod nord.

## Historie
| År      | Begivenhed |
| ------- | --- |
| 1921–35 | Det Osmanniske Rige opdeles. Den største kurdiske provins, Mosul, bliver slået sammen med Basra og Bagdad til staten Irak |
| 1970    | Mustafa Barzani indgår aftale med Baathpartiets viceleder Saddam Hussein om selvstyre for enkelte kurdiske områder. |
| 1972–75 | Baathpartiet bryder aftalen. Barzani leder nye kampe mod de irakiske myndigheder med støtte fra Iran, Israel og USA. |
| 1975    | Saddam Hussein og Shahen af Iran indgår fredsaftale. Ekstern støtte til kurderne ophører og modstandskampen bryder sammen. |
| 1987–89 | Ba'ath-partiets Anfal-kampagne mod Kurdistan. 5000 landsbyer ødelagges, over 180.000 kurdere forsvinder. Udstrakt brug af giftgas. |
| 1991    | Efter Golfkrigen. Oprør hvor kurderne i første omgang erobrer næsten hele irakisk kurdistan, inklusiv Kirkuk, før det irakiske luftvåben slår oprøret tilbage. Hundretusinder flygter til Iran, store flygtningegrupper flygter til Tyrkiet. Den humanitære situation fører til at FN griber ind. Etablering af flyforbudszone nord for 36 breddegrad. |
| 1992    | Den irakiske administration trækkes ud. Kurdisk administration oprettes. Kurdisk parlament vælges. |
| 1995–97 | Borgerkrig mellem de kurdiske partier KDP og PUK. Regionen deles i to separate zoner. |
| 1996    | Indtægter fra Olie for mad-programmet bruges til at opbygge regionen. |
| 2003    | Kurdiske styrker løsriver større dele af Kurdistan med amerikansk flystøtte. |
| 2005    | Den kurdiske region formaliseres i den nye irakiske grundlov. |
| 2006    | PUK og KDP slår de to adskilte adminstrationer sammen. |

## Politik
Siden 1992 har KRG været grundlagt i hovedstaden Arbil. KRG har et parlament valgt af folkets stemmer, kaldt Kurdistan (Irak) Nationale Forsamling, og et ministerium sammensat af KDP og PUK og deres allierede (Iraks Kommunistiske Parti), (Kurdistans Socialistiske Parti) m.m. Nechervan Idris Barzani har været KRG's statsminister siden 1999.
Efter invasionen af Irak 2003 blev kurdiske politikere repræsenteret i Irakiske Regerende Råd d. 30. januar 2005. KRG har i øjeblikket forfatningsmæssigt anerkendt fuldmagt over provinserne Arbil, Dahuk og As Sulaymaniyah, dog er dele af Diyala, Ninawa og Kirkuk provinserne også bestyret af KRG.

## Geografi
Den kurdiske region er et enormt område med bjerge, hvor det højeste punkt er 3611 m kendt som Cheekha Dar.
Zagros som udgør Iran og Irak største bjergkæde, ligger også nær regionen.
Der er mange floder, som strømmer gennem regionens bjerge, der adskiller de frugtbare områder.
Den største sø hedder Dukan.
Den kurdiske regions natur, temperaturernes forskel i de forskellige områder og dets rigdom på vand, gør den kurdiske region til et område med landbrug og turisme.

### Byer
Større byer i den kurdiske region er:
- Ranya (Ranye)
- Arbil (Hewlêr)
- Amediye (Amêdî)
- Duhok (D’hok)
- Halabja (Helebce)
- Sulaymaniyah (Silêmanî)

### Provinser
Den kurdiske region er inddelt i 7 provinser, hvor foreløbig 4 hører under KRG. Disse provinser bliver på kurdisk kaldt parêzge.
- Provinserne som hører under KRG er:

1. As Sulaymaniyah (Silêmanî)
2. Arbil (Hewlêr)
3. Dahuk (Dîhok)
4. Halabja (Helebce)
- Provinserne som KRG også bestyrer er:

4.Diyala (Diyala/Diyale)
5.Kirkuk (Kerkûk)
6.Ninawa (Neynewa)

## Økonomi
Økonomien i Kurdistan er domineret af olieindustrien, landbrug og turisme. Tidligere modtog KRG omtrent 13% af indtægten fra Iraks Olie-for-mad-programmet. I 2003 hvor USA invaderede Irak, havde programmet udbetalt 8,35 milliarder $ til KRG. Ved programmets afslutning i 2003 blev 4 milliarder $ fra KRG's Olie-for-mad-programmet ikke brugt.

## Demografi
Befolkningen i Kurdistan er omkring 5-6 millioner indbyggere. Størstedelen er sunnimuslimer.
Kurdere udgør det etniske flertal i regionen, mens turkmenerne, assyrerne, armenierne og araberne særligt opholder sig i den vestlige del af regionen.

## Kultur
Kurdisk kultur er en gruppe med særligt kulturelle træk øvet af det kurdiske folk. Den kurdiske kultur er gået i arv fra forskellige ældgamle folk, som skabte moderne kurdere og deres samfund, men stammede oprindeligt fra hurrierne og mederne.
Blandt deres naboer, er den kurdiske kultur tættest på den iranske kultur. F.eks. fejrer de begge Newroz som nytår, der fejres d. 21. marts. Det er den første dag i måneden Xakelêwe i den kurdiske kalender og forårets første dag.

### Fodnoter
1. ↑  The map of estimated population of Kurdistan Region 2017
2. ↑  Kurdistan får sit eget domæne endelse | Nudem.dk
3. ↑  Grundlovens tekst

36°11′N 44°00′Ø / 36.18°N 44°Ø